# Bad Kreuzen
Bad Kreuzen település Ausztriában, Felső-Ausztria tartományban, a Pergi járásban. Tengerszint feletti magassága 474 méter, területe 39,9 km².

## Elhelyezkedése
Bad Kreuzen Sankt Thomas am Blasenstein, Pabneukirchen, Dimbach, Waldhausen im Strudengau, Sankt Nikola an der Donau, Grein, Saxen, Klam és Münzbach településekkel határos.

## Népesség
| 2016 | 2 329 |
| 2018 | 2 266 |